# Les Énigmes de Providence
 (février 2023).
La mise en forme du texte ne suit pas les recommandations de Wikipédia : il faut le « wikifier ».
Les points d'amélioration suivants sont les cas les plus fréquents. Le détail des points à revoir est peut-être précisé sur la page de discussion.
- Les titres sont pré-formatés par le logiciel. Ils ne sont ni en capitales, ni en gras.
- Le texte ne doit pas être écrit en capitales (les noms de famille non plus), ni en gras, ni en italique, ni en « petit »…
- Le gras n'est utilisé que pour surligner le titre de l'article dans l'introduction, une seule fois.
- L'italique est rarement utilisé : mots en langue étrangère, titres d'œuvres, noms de bateaux, etc.
- Les citations ne sont pas en italique mais en corps de texte normal. Elles sont entourées par des guillemets français : « et ».
- Les listes à puces sont à éviter, des paragraphes rédigés étant largement préférés. Les tableaux sont à réserver à la présentation de données structurées (résultats, etc.).
- Les appels de note de bas de page (petits chiffres en exposant, introduits par l'outil «  Source ») sont à placer entre la fin de phrase et le point final[comme ça].
- Les liens internes (vers d'autres articles de Wikipédia) sont à choisir avec parcimonie. Créez des liens vers des articles approfondissant le sujet. Les termes génériques sans rapport avec le sujet sont à éviter, ainsi que les répétitions de liens vers un même terme.
- Les liens externes sont à placer uniquement dans une section « Liens externes », à la fin de l'article. Ces liens sont à choisir avec parcimonie suivant les règles définies. Si un lien sert de source à l'article, son insertion dans le texte est à faire par les notes de bas de page.
- La présentation des références doit suivre les conventions bibliographiques. Il est recommandé d'utiliser les modèles {{Ouvrage}}, {{Chapitre}}, {{Article}}, {{Lien web}} et/ou {{Bibliographie}}. Le mode d'édition visuel peut mettre en forme automatiquement les références.
- Insérer une infobox (cadre d'informations à droite) n'est pas obligatoire pour parachever la mise en page.

Pour une aide détaillée, merci de consulter Aide:Wikification.
Si vous pensez que ces points ont été résolus, vous pouvez retirer ce bandeau et améliorer la mise en forme d'un autre article.
Les Énigmes de Providence est une série d'animation française produite par Branco Productions et TF1. La série a été diffusée dans l'émission matinale TFOU pour la première fois le 12 janvier 2002 et s'est arrêtée sur le même support, le 6 juillet 2002 .
L'histoire raconte les aventures d'Oscar, un détective privé dont l'ambition est de résoudre les énigmes du village de Providence. Il est pour cela aidé par ses amis comme l'énergique Kate et l'inventeur farfelu Martin.

## Accroche
« Avant même la naissance du feu et de la glace, avant même l'existence des premières tribus, sept sages enterrèrent un trésor dans une région enchantée afin de le protéger des forces du Mal. Mais ce trésor est aujourd'hui en danger et celui qui peut le protéger doit se confronter aux pouvoirs des démons avec l'aide d'un parchemin sacré… Pour enfin percer le secret de Providence. »

## Synopsis
Providence n'est pas toujours l'endroit charmant qu'il est censé être au premier coup d'œil. Ses résidents sont en effet parfois victimes de manques de respect, d'injustices ou de tentations. Ils sont ainsi plus facilement attirés par les forces du Mal et la vengeance. Une chose est sûre, le Septième Sage sait comment exacerber les pulsions refoulées, les désirs et le côté sombre des citoyens de Providence pour tester les trois héros dans leur quête.

## Personnages principaux
- Oscar : Il fut un ancien capitaine des mers dans sa jeunesse et travaille désormais en tant que détective privé. il est reconnaissable du fait qu'il est habillé le plus souvent avec un chapeau rouge et d'un manteau vert. Il est d'une précision tatillonne et d'une politesse rare quoique parfois mal dosée, comme le fait de toujours reprendre une personne aux cheveux ébouriffés. Il a beaucoup voyagé autour du monde et a beaucoup appris, ce qui fait de lui un homme respectable. Grâce à ces qualités, Oscar a pu accomplir parfaitement sa tâche de détective privé. Il est celui qui doit lire le parchemin, ainsi choisi par le Septième Sage pour protéger et découvrir le secret de Providence.
- Martin : Inventeur excentrique, Martin utilise des nombreuses expériences pour aider Oscar et Kate dans leur quête pour percer le secret de Providence. S'ils ont besoin d'un airplane, Martin le pilotera, s'ils ont besoin d'un véhicule sous-marin, Martin le construira, s'ils ont besoin d'enregistrer secrètement une vidéo, Martin installera un système de mini-caméras. Martin est l'ami d'enfance d'Oscar et depuis peu de Kate. Il ferait tout pour les aider à percer le secret de Providence en utilisant notamment son intellect mais reste néanmoins un brin poltron, préférant ne pas se frotter de trop près aux ennemis.
- Kate : Belle, naturelle et pleine d'entrain, Kate est une renarde intelligente et la seule du trio qui ne croit pas au secret de Providence. Elle reste sceptique tout au long des différentes énigmes qui émaillent la série. Cependant elle est toujours une aide précieuse pour ses amis et n'hésite pas à employer divers stratagèmes acrobatiques pour arriver à ses fins. Kate croit que toutes les créatures surnaturelles apparaissant dans la région de Providence ne sont en fait que de vulgaires bandits costumés.
- le Septième Sage : Il est le seul survivant des Sept Sages qui ont enterré le trésor dans la région enchantée de Providence pour le protéger des forces du Mal. Il a choisi Oscar et ses amis pour être les protecteurs du trésor, le premier devant par ailleurs lire le parchemin sacré. Cependant, il doit d'abord les tester pour voir s'ils sont en effet dignes et capables de protéger le trésor. Le Septième Sage est derrière tous les phénomènes étranges qui arrivent à Providence et derrière toutes les créatures étranges qui apparaissent devant nos héros. Il est âgé de plusieurs milliers d'années et dispose d'étranges pouvoirs magiques. Il meurt dans l'épisode final après avoir octroyé ses pouvoirs à nos trois héros afin de combattre Auguste Gagliari.
- Griffon : Le Griffon est une créature de la mythologie antique qui prend possession du corps de Stanley le bibliothécaire avec l'aide du Septième Sage et pose des questions aux citoyens de Providence. S'ils échouent, le Griffon les emprisonnent à l'intérieur des divers livres de la bibliothèque de Stanley, et ils y restent jusqu'à ce qu'Oscar les libère, après avoir répondu à ses énigmes. Il donne également à Oscar un article de journal qui lui sera utile à la résolution du mystère de Providence.
- Auguste Gagliari : Il s'agit du méchant de l'histoire. C'est un magicien maléfique appartenant à une organisation secrète recherchant le pouvoir suprême du secret de Providence. On a peu d'informations sur cette organisation. Cependant il est révélé que ses membres ont cherché le trésor pendant des millénaires. Il apparait dans l'épisode final et dispute à Oscar et ses amis, le trésor tant convoité. On ne voit pas son visage avec son masque et son masque tombera à la fin de la série.

### Population de Providence
Le village de Providence est composé de nombreux personnages récurrents que l'on retrouve au fil des épisodes :
- Rodolphe : Maire du village. Bien que très égocentrique et facilement corruptible, il sait reconnaître en cas de nécessité sa place et son rôle. Il reste malgré tout très attaché à son poste ne serait-ce que pour les avantages qu'il lui procure : cigares, statue à son effigie, prestige devant Adrénaline…
- Adrénaline : Institutrice de l'école du village. Souvent une des premières victimes des phénomènes étranges de Providence, elle n'est pas toujours prise au sérieux par le reste des habitants. Possédant une voix horripilante, elle met ses talents et sa « beauté » en avant pour Rodolphe.
- Balthazar : Commissaire du village. Bonne poire, il cherche toujours à aider ses concitoyens pour résoudre des affaires même là où il n'y en a pas. Parfois très entêté, il se ridiculise souvent devant les autres habitants au risque de perdre sa crédibilité. Il est aussi passionné de violons sans être très doué lorsqu'il en joue et la prison étant souvent vide, il fait ses premiers pas en tant que cuisinier dedans.
- Carlo : Vagabond du village. Malgré sa petite taille, il n'est pas sans énergie et cumul les petits larcins au sein de Providence, s'attirant parfois les ires du reste du village. Avec ses deux compères, vivant à l'extérieur du village dans une grange du fait de leur pauvreté, ils sont souvent les derniers touchés par les phénomènes étranges de la ville. À quelques reprises, son rôle est décisif pour aider Oscar à arrêter ces phénomènes.
- Clarisse : Doyenne du village. Malgré son âge avancé, Clarisse n'est pas démunie face aux évènements étranges qui surviennent et elle possède de nombreuses ressources parfois surprenantes.
- Stanley : Bibliothécaire du village. Il est assez âgé mais fournit des sources de premier ordre à nos trois héros dans leurs quêtes pour résoudre les mystérieux évènements de Providence.
- Dr Franck : Femme très intègre et très soucieuse de la santé de ses concitoyens, elle fait son possible pour que son avis soit écouté par ses clients. Lors des épidémies qui tombent sur Providence, son rôle est essentiel.
- Jimmy : Cancre du village. Ce jeune garçon téméraire est la bête noire d'Adrénaline et fournit peu d'efforts scolaires. Sa témérité impressionnante vaut cependant largement celle de certains adultes de Providence.
- Mélissa : C'est une amie de Jimmy ; très tolérante et rarement énervée, elle apprécie beaucoup la lecture.
- Claudette : Pharmacienne du village. Très aimable avec tous ses clients, elle est une adepte des nouvelles « people ».
- Monsieur Pépin : Peu connu du reste du village et du genre solitaire, il est très sensible aux regard des autres. Il apparaît dans l'épisode 5 et son rôle dans la ville est défini à partir de cet épisode.
- Théo : Jardinier du village, il est très sensible aux affaires touchant à la nature et malgré son pacifisme peut se révéler très dangereux.
- Félicien : Chef d'orchestre de la chorale du village. Très fier de son talent musical, Félicien n'admet guère la concurrence sur un plan symphonique.
- Gontran : Petit noble de province, il habite à Providence. Sa grande passion est d'écrire, mais il reproche aux autres habitants leurs mauvaises manières ; il est donc fuit d'eux.
- Diego : Peintre amateur du village.

## Épisodes
1. Le dernier de jour de l'an
2. L'épervier noir
3. Urgence
4. La dent du lac
5. L'incroyable monsieur Pépin
6. Dolly Doll
7. La bouche de Quetzacoalt
8. La foire aux illusions
9. La mine diabolique
10. Belles d'un jour
11. Mauvaises pensées
12. La rose de Théo
13. Le serment d'adrénaline
14. Symphonie vampirique
15. Les voyages immobiles
16. Vieille branche
17. Le roman de Gontran
18. Le voleur de gloire
19. Le mensonge de Don Karlito
20. Le duc de Bombay
21. Le fantôme de la justice
22. L'homme automatique
23. Trompe-l'œil
24. Prisonniers du Griffon
25. Le cercle maléfique
26. Au bout du secret

## Distribution
- Lydia Cherton
- Françoise Oriane
- Patrick Donnay
- André Pauwels
- Robert Guilmard
- Peppino Capotondi
- Michel de Warzée
- Daniel Dury
- Monique Clémont
- Véronique Fyon
- Léon Dony
- Nathalie Stas

## Proches du but
Nos héros étaient proches de résoudre le secret de Providence à deux occasions :

Dans l'épisode 9.
À la fin de cet épisode, Oscar et ses amis découvrent un petit tunnel souterrain. On y trouve les peintures des Sages au plafond. 
Oscar plonge grâce à un scaphandre pour voir le bout de ce passage mais le Septième Sage invoque un siphon pour l'empêcher de continuer. Cela aurait sans doute mené à la caverne.
Dans l'épisode 22.
Martin construit un robot dont le Septième Sage va prendre possession. Oscar voit là une occasion de trouver le secret de Providence et ordonne au robot de les y mener. Ce dernier va les emmener au vieux château (Dans le dernier épisode, on y trouve l'accès à la caverne du Septième Sage.) mais avant même que nos héros puissent faire la moindre recherche, le robot se détraque et part en courant.